# Arcahueja
Arcahueja es una localidad española, perteneciente al municipio de Valdefresno, en la provincia de León y la comarca de La Sobarriba, en la Comunidad Autónoma de Castilla y León.
Situado sobre el Arroyo de la Pega, afluente del Río Porma.
Próxima a la capital leonesa, con cultura de construcción tradicional del adobe, influenciada, no cabe duda, por ser tránsito obligado de los peregrinos del Camino de Santiago (cuyo camino discurre por la parte alta del pueblo), generalidades del pueblo a lo largo de su historia.
Los terrenos de Arcahueja limitan con los de Valdefresno al norte, Villaseca de la Sobarriba y Paradilla de la Sobarriba al noreste, Sanfelismo al este, Toldanos al sureste, Valdesogo de Arriba al suroeste, Valdelafuente al oeste y Corbillos de la Sobarriba al noroeste.
Perteneció a la antigua Hermandad de La Sobarriba.
La localidad, a principios del siglo XXI, experiementa un ligero aumento de habitantes como consecuencia de la descongestión de la ciudad de León.
Cuenta con la Cofradía de Nuestra Señora de la Asunción, fundada en el año 1840.
Desde 2010, gracias a la Asociación Cultural del pueblo, recupera su pendón. Este consta de un mástil de siete metros y 20 centímetros de alto y la tela muestra los colores rojo, verde y blanco.